# Зеленчук, Степан Спиридонович
Степан Спиридонович Зеленчук (рум. Stepan Zelenciuk, 19 августа 1904
, село Новогригорьевка Херсонской губернии, теперь Николаевской области — 22 июля 1978, город Кишинёв, Республика Молдова) — советский партийный деятель, 2-й секретарь Молдавского обкома КП(б)У, секретарь ЦК КП(б) Молдавии. Депутат Верховного Совета СССР 1-го созыва.

## Биография
Член ВКП(б) с 1930 года.
Находился на партийной работе.
В 1937 — июне 1939 г. — 3-й секретарь Молдавского областного комитета КП(б)У.
В июне 1939 — 14 августа 1940 г. — 2-й секретарь Молдавского областного комитета КП(б)У. Одновременно, в июле — августе 1940 г. — 1-й секретарь Кишиневского уездного комитета КП(б)У.
14 августа 1940 — 4 сентября 1940 г. — 2-й секретарь ЦК КП(б) Молдавии.
4 сентября 1940 — 27 января 1945 г. — секретарь ЦК КП(б) Молдавии по пропаганде и агитации.
14 мая 1947 — 29 ноября 1947 г. — заместитель председателя Совета Министров Молдавской ССР. Работал секретарем Кишиневского городского комитета КП(б) Молдавии.
Потом — на пенсии в городе Кишиневе.

## Награды
- орден Трудового Красного Знамени (7.02.1939)
- ордена
- медали